# Yukari Saito
Pour les articles homonymes, voir Saito.
Ne doit pas être confondu avec Yukari Saitō.
Yukari Saito (齋藤 有香理, Saito Yukari), née en 1983 à Tokyo (Japon), est une cheffe d'orchestre japonaise.

## Biographie
Yukari Saito est née en 1983 à Tokyo, au Japon. Elle commence le piano à l’âge de quatre ans.
En 2007 et 2009, elle est sélectionnée pour diriger un concert de l’orchestre de l’Université de musique Tōhō Gakuen à Tokyo et y remporte un grand succès. De 2009 à 2013, elle participe à des cours de direction musicale animés par des compositeurs comme Seiji Ozawa, Yuji Yuasa, et Junji Mituishi. Elle est assistante de direction au festival Saito Kinen en 2009.
En 2010, elle commence sa carrière en dirigeant Hänsel und Gretel d’Humperdinck à l’opéra avec l’orchestre de Seiji Ozawa Ongaku-juku. L’année suivante, elle participe à une master class d’opéra animée par Julius Kalmar à Vienne, en Autriche. Elle dirige au Japon l’Orchestre philharmonique d'Osaka, l’Orchestre symphonique de Kyūshū et l’Orchestre philharmonique de Tokyo.
En 2015, Yukari Saito est finaliste du concours international de jeunes chefs d’orchestre de Besançon. Elle obtient le second grand prix ainsi que les coups de cœurs du public et de l’orchestre.
Yukari Saito dirige exceptionnellement l’Orchestre national de Lille pour la première séance de sa saison 2016-2017 le 17 septembre 2016.